# Bože Radoš

Wappen von Bože Radoš

Bože Radoš (* 5. September 1964 in Crvenice bei Duvno, Jugoslawien) ist ein kroatischer Geistlicher und römisch-katholischer Bischof von Varaždin.

## Leben
Bože Radoš studierte nach dem Besuch der Oberschule in Zagreb und Đakovo von 1983 bis 1990 in Đakovo Katholische Theologie. Am 29. Juni 1990 empfing er durch Bischof Ćiril Kos das Sakrament der Priesterweihe für das Bistum Đakovo und Syrmien.
Nach kurzer Tätigkeit als Kaplan in Osijek studierte er von 1991 bis 1997 an der Päpstlichen Universität Gregoriana in Rom, wo er das Lizenziat in spiritueller Theologie erwarb. Nach der Rückkehr in die Heimat war er bis 2016 Spiritual am Priesterseminar, Verantwortlicher für die Fortbildung der jungen Priester und Dozent an der Theologischen Fakultät in Đakovo. Im Jahr 2010 wurde er zum Domkapitular an der Kathedrale zu Đakovo ernannt. Von 2013 bis 2016 gehörte er zudem dem Priesterrat des Erzbistums an. Seit 2016 war er Rektor des Päpstlichen Kroatischen Kollegs in Rom.
Am 1. August 2019 ernannte ihn Papst Franziskus zum Bischof von Varaždin. Der Erzbischof von Zagreb, Josip Kardinal Bozanić, spendete ihm am 24. November desselben Jahres die Bischofsweihe. Mitkonsekratoren waren der Erzbischof von Đakovo-Osijek, Đuro Hranić, und sein Amtsvorgänger als Bischof von Varaždin, Josip Mrzljak.